# Little Stretton
Little Stretton is een civil parish in het bestuurlijke gebied Harborough, in het Engelse graafschap Leicestershire.